# Comando Militar del Sur
El Comando Militar del Sur (en portugués Comando Militar do Sul, CMS) es un comando regional del Ejército Brasileño con sede en Porto Alegre.

## Historia
En 1953 se creó el Comando de la Zona Sur con sede en Porto Alegre y una jurisdicción geográfica que comprendía los estados de Paraná, Río Grande del Sur y Santa Catarina. Bajo su mando se pusieron las 3.ª y 5.ª Regiones Militares.
El 28 de agosto de 1956 el presidente creó cuatro ejércitos numerados constitutivos de las Fuerzas Terrestres. La Zona Sur quedó disuelta; y con sede en Porto Alegre se creó el III Ejército.
Por decreto presidencial n.º 91 778 del 15 de octubre de 1985, se disolvieron los ejércitos creando comandos militares de área. Uno de estos fue el Comando Militar del Sur.

## Organización
La estructura orgánica del Comando Militar del Sur es la que sigue a continuación:
- Comando Militar del Sur.
  - 3.ª Región Militar.
  - 5.ª Región Militar.
  - 3.ª División de Ejército.
  - 5.ª División de Ejército.
  - 6.ª División de Ejército.
  - 4.ª Agrupamiento de Ingeniería.